# Lymphome

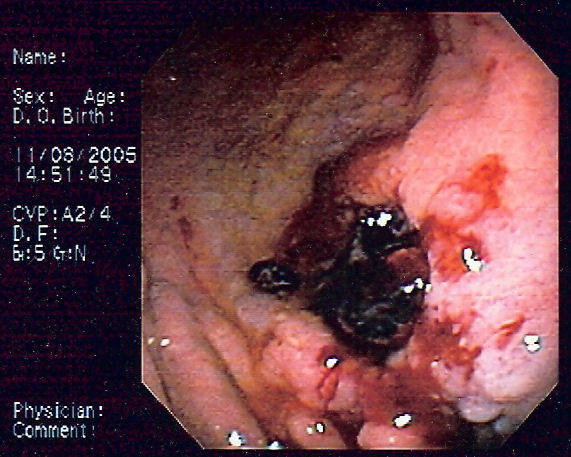
Lymphome gastrique du MALT.

Un lymphome, aussi plus rigoureusement appelé lymphome malin ou lymphosarcome, est un cancer du système lymphatique qui se développe aux dépens des lymphocytes. Il est caractérisé par des proliférations cellulaires malignes (ou cancers) ayant pris naissance dans un organe lymphoïde secondaire : nœuds lymphatiques, rate ou tissus lymphoïdes associés aux muqueuses (digestives et respiratoires notamment). Les lymphomes, comme les leucémies, font partie des hémopathies malignes.
Les lymphomes sont souvent révélés par la découverte d'une adénopathie. Il peut s'étendre à n'importe quelle partie du système lymphatique, qui comprend la moelle osseuse, la rate, le thymus, les nœuds lymphatiques et les vaisseaux lymphatiques, et qui assure normalement la défense immunitaire de l'organisme contre les bactéries, parasites, toxines, corps étrangers, etc.

## Épidémiologie
- inconnue
- inf. à 1.8
- 1.8-3.6
- 3.6-5.4
- 5.4-7.2
- 7.2-9
- 9-10.8
- 10.8-12.6
- 12.6-14.4
- 14.4-16.2
- 16.2-18
- 18-19.8
- sup. à 19.8

Mortalité ajustée à l'âge (avec ajustement standardisé) par lymphomes et myélomes multiples pour 100000 habitants en 2004.

Pris conjointement, les lymphomes représentent 5,3 % de tous les cancers (hors cancer des cellules basales de la peau) aux États-Unis et 55,6 % de tous les cancers du sang.
Selon le National Institute of Health, les lymphomes représentent environ 5% de tous les cas de cancer aux États-Unis, et le lymphome de Hodgkin en particulier intervient dans moins de un pour cent des cas.
Étant donné que l'ensemble du système lymphatique fait partie du système immunitaire du corps, les patients chez qui le système immunitaire est affaibli, comme dans le cas d'une infection par le VIH ou par l'usage de certaines drogues ou médicaments sont également exposés à un risque accru de développer un lymphome.
Une étude menée sur des enfants atteints de graves pathologies immunologiques (leucémie lymphoblastique aigüe, lymphome) a démontré leurs graves carences en zinc ainsi qu'en magnésium mais n'en donne pas les causes.
On parle de pseudolymphomes pour décrire les lymphocytomes qui ne sont pas des cancers mais des nodules leur ressemblant, pouvant avoir certaines infections comme origine (borréliose).

## Organes touchés
Ce sont prioritairement les organes lymphoïdes :
- rate : Lymphome splénique ;
- foie : Lymphome hépatique ;
- moelle osseuse : Lymphome médullaire ;
- nœuds lymphatiques : Lymphome ganglionnaire ;
- thymus : Lymphome thymique ;
- poumons : Lymphome pulmonaire ;
- peau : Lymphome cutané.

## Symptômes
Le lymphome peut présenter certains symptômes non spécifiques :
- la lymphadénopathie[4],[5] ou gonflement des ganglions lymphatiques, est la principale manifestation du lymphome. Il est généralement asymetrique indolore ;
- symptômes systémiques — peuvent être associés à la fois au lymphome hodgkinien et au lymphome non hodgkinien. Ils consistent en :
  - fièvre[4],[5],
  - sueurs nocturnes[4],[5],
  - perte de poids[4],[5],
  - anémie, saignement, augmentation de la sensibilité aux infections.
- autres symptômes :
  - perte d'appétit ou anorexie[5],
  - fatigue[4],[5],
  - détresse respiratoire ou dyspnée[5],
  - démangeaisons[4],[5],
  - au niveau de la bouche un gonflement doux asymptomatique pouvant ou non être ulcéré, principalement observé sur les amygdales, la muqueuse buccale, le palais, les gencives, les glandes salivaires, la langue, le plancher de la bouche et la région rétromolaire.

## Types de lymphomes

### Lymphomes hodgkiniens
La maladie de Hodgkin ou lymphome de Hodgkin est un type de lymphome caractérisé par la présence de grosses cellules atypiques, les cellules de Reed-Sternberg.

### Lymphomes non hodgkiniens
On distingue la plupart des lymphomes non hodgkiniens selon leur degré de malignité :
- les lymphomes non hodgkiniens indolents (faible malignité) ;
- les lymphomes non hodgkiniens agressifs (malignité élevée) ;
- autres lymphomes.

C'est un cancer en très forte et rapide augmentation partout dans le monde. En France, où le taux d'incidence est intermédiaire entre des pays à forte incidence comme les États-Unis et l'Australie, et des pays moins touchés en Asie, l'augmentation du taux annuel moyen d'incidence a été respectivement de 3,8 % chez l'homme et de 3,5 % chez la femme. Toutefois, le taux de mortalité est en plus fort accroissement chez la femme (+ 5,1 %) que chez l'homme (+ 3,9 %). C'est l'hémopathie maligne la plus fréquente, et la 8e cause de cancer en Europe. Globalement, le nombre de cas rapporté à 100 000 habitants a été multiplié par deux en trente ans. La recherche des causes de cette augmentation a donné lieu à de nombreuses études. Certaines ont conclu à des résultats probants sur l'influence des facteurs étudiés (agents infectieux de type virus associés à certaines formes — virus d'Epstein-Barr, HHV8, HIV, HTLV-1, hépatite C — ou bactérie — Helicobacter pylori — obésité et alimentation trop riche en graisses et viandes, dioxine incorporée aux pesticides ou issue de rejets environnementaux), pour d'autres cette influence est limitée ou non probante voire nulle (tabac, nitrates, radiations ionisantes) ou encore contestée (exposition au soleil).

## Toxicologie
On connait plusieurs facteurs environnementaux de risques :
- l'exposition aux solvants ; selon une étude américaine de 2008 ayant porté sur 1 318 femmes salariées du Connecticut (dont 601 atteintes d'un lymphome de 1996 à 2000), l'exposition des femmes aux solvants chlorés provoque une hausse de 40 % du risque de lymphome non hodgkinien (LNH) et de plus de 100 % dans le cas du tétrachlorométhane[7]. Être exposée à tout solvant organique augmente le risque de développer un LNH selon cette étude ;
- l'exposition aux pesticides, chez les agriculteurs en particulier : une étude de 2009, portant sur la population masculine française, a montré que l'incidence des lymphomes était deux à trois fois plus élevée parmi les agriculteurs[8] ;
- l'exposition aux antidépresseurs tricycliques : une publication étudiant 2 768 cas et 22 177 témoins, montre une augmentation de 1,2 fois le risque en cas d'utilisation prolongée, avec un faible niveau de preuve statistique, tant de façon globale que pour un sous-type particulier de LNH[9].

## Prédispositions génétiques ou caractère mutagène des pesticides?
En cherchant des biomarqueurs prédictifs de lymphomes chez des personnes exposées aux pesticides, à partir de la base de données Agrican de l'INSERM, des chercheurs marseillais ont trouvé dans le sang de participants à l'étude Agrican des cellules anormales qui semblent être les précurseurs des cellules tumorales constituant les lymphomes folliculaires. Selon Bertrand Nadel, ces biomarqueurs « témoignent d'un lien moléculaire entre l'exposition des agriculteurs aux pesticides, une anomalie génétique et la prolifération de ces cellules, qui sont des précurseurs de cancer », et « cet effet est fonction de la dose et du temps d'exposition[source insuffisante]. » Cette anomalie génétique ferait qu'un fragment du chromosome 14 s'en détacherait pour aller activer un oncogène situé sur le chromosome 18. L'expression de cet oncogène n'étant plus inhibée, des cellules qui auraient dû mourir vont proliférer.
Les personnes davantage exposées aux pesticides étant plus nombreuses que la moyenne à présenter dans leurs lymphocytes sanguins cette anomalie génétique, il semble que les pesticides puissent être responsables de cassures et mutation délétères de l'ADN. D'autres effets sont associés à cette anomalie, dont une instabilité générale du génome : deux gènes sont exprimés en même temps alors que normalement ils ne le sont pas, ce qui permet aux cellules anormales de résister aux mécanismes de mort cellulaire programmée, ajoute Bertrand Nadel. Environ 50 % de la population française porte la translocation, soit environ 30 millions de Français, mais moins d'une personne sur 17 000 déclare ce type de cancer. Chez les agriculteurs ou les individus exposés aux pesticides, le sang présente « 100 à 1 000 fois plus de cellules "transloquées" » que la moyenne.

## Recherche
La lignée cellulaire Jurkat, utilisée en recherche, est issue de ce type de lymphome.